# 馬歓島

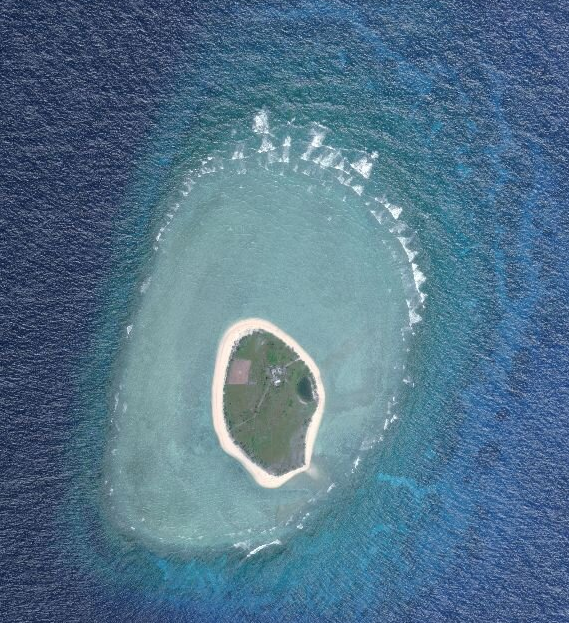
馬歓島

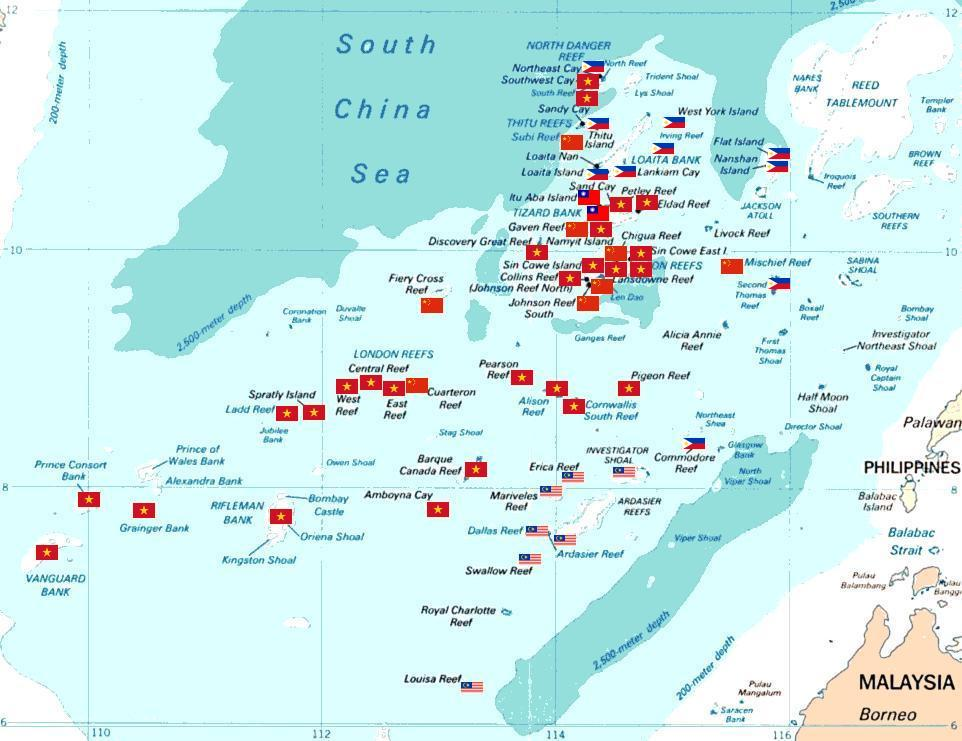
南沙諸島の実効支配状況

馬歓島（中国語: 馬歡島）、ラワック島（タガログ語: Lawak）またはナンシャン島（英語: Nanshan Island、ベトナム語：Đảo Vĩnh Viễn / 島永遠）は、南沙諸島にある島である。旧称南洋島。

## 地理
北約9kmにある砂州のフラット島（中国語: 費信島）等とともに環礁を形成している。東西360m、南北270m、面積は0.06km2。

## 領有
1970年からフィリピン軍が駐留しており、フィリピンが実効支配しているが、中華人民共和国、中華民国（台湾）及びベトナムも主権を主張している。

## 中国名
中国名の「馬歓島」は、明時代の宦官鄭和の「鄭和の大航海」といわれる南シナ海からインド洋への航海に同行した馬歓の名に由来する。